# Беннетт-Спрінгс (Міссурі)
Беннетт-Спрінгс (англ. Bennett Springs) — переписна місцевість (CDP) в США, в округах Даллас і Лаклід штату Міссурі. Населення — 138 осіб (2020).

## Географія
Беннетт-Спрінгс розташований за координатами 37°44′1″ пн. ш. 92°51′23″ зх. д. / 37.73361° пн. ш. 92.85639° зх. д. (37.733714, -92.856269).  За даними Бюро перепису населення США в 2010 році переписна місцевість мала площу 10,94 км², з яких 10,74 км² — суходіл та 0,20 км² — водойми.

## Демографія
Згідно з переписом 2010 року, у переписній місцевості мешкало 130 осіб у 69 домогосподарствах у складі 45 родин. Густота населення становила 12 особи/км².  Було 151 помешкання (14/км²).
Расовий склад населення:
| - 94,6 % — білих - 1,5 % — азіатів |

До двох чи більше рас належало 3,1 %. Частка іспаномовних становила 0,8 % від усіх жителів.
За віковим діапазоном населення розподілялося таким чином: 8,5 % — особи молодші 18 років, 49,2 % — особи у віці 18—64 років, 42,3 % — особи у віці 65 років та старші. Медіана віку мешканця становила 61,3 року. На 100 осіб жіночої статі у переписній місцевості припадало 113,1 чоловіків;  на 100 жінок у віці від 18 років та старших — 120,4 чоловіків також старших 18 років.
Цивільне працевлаштоване населення становило 14 особи. Основні галузі зайнятості: сільське господарство, лісництво, риболовля — 100,0 %.